# Collada dels Maçaners
La Collada dels Maçaners és una collada situada a 1.108,1 m alt del límit dels termes comunal de Serrallonga, de la comarca del Vallespir, a la Catalunya del Nord, i municipal d'Albanyà, de la de l'Alt Empordà. És a l'extrem sud-est del terme de Serrallonga i al nord del d'Albanyà, a prop del límit amb Costoja. És a l'extrem oriental de la Serra Llobera.